# Щерба Володимир Павлович
Щерба Володимир Павлович (10.06.1934, Шрамківка, Ковалівський район, Полта́вська о́бласть , УСРР, ССРР — 01.06.2012, Шрамківка, Драбівський район, Черкаська область, Україна) — відомий український журналіст, письменник і краєзнавець. Лауреат премії ім. Михайла Масла 1989 року. Лауреат журналу «Українська культура» за 1995 рік. Ветеран праці. Автор кількох книг поезій і близько десяти віршованих драм. Автор краєзнавчих книг «Над Чумгак-рікою», «Подорож Златокраєм» і «З туману віків і днів вчорашніх»,, співавтор культорологічного збірника «Черкаський край — земля Богдана і Тараса» [Архівовано 4 листопада 2021 у Wayback Machine.], автор поетичних збірок «Укрівських рун таїна», «Оголене коріння» та «Три літа», дитяча збірка поезій "Стежина в дитинство" (посмертно) [Архівовано 13 квітня 2022 у Wayback Machine.],  [Архівовано 4 листопада 2021 у Wayback Machine.].

## Життєпис
Народився 10 липня 1934 року у родині простих робітників села Шрамківка на історичному Задніпров’ї або Лівобережжі  України.  
З 1943 по 1954 рік навчався у Шрамківській та Ковалівській середніх школах. Одним з його педагогів і співбесідників був колишній комсомолець і партійний комуніст, свідок і учасник подій 1930х-1940х рр.
згодом місцевий довгожитель А.А.Довгий, що залишився одним з його друзів і співбесідників протягом усього подальшого життя, про що він сам згодом писав в газеті «Драбівщина» за липень 2003 року з приводу сторіччя    Діда Антона зі Шрамківки.
З 1954 по 1957 рік проходить військову службу, де здобуває професію електрогазозварника броні.
З  грудня 1957 року до березня 1965 працював за здобутою спеціальністю на Шрамківському цукровому заводі. Із 1964 року по 1970 рік навчається у Львівському поліграфічному інституті на факультеті журналістики.
З березня 1965 року до  вересня 1982 року — заступник директора Драбівської районної газети «Прапор Жовтня», кореспондент, відповідальний секретар газети. З 1973 року прийнятий до Спілки журналістів України.  З вересня  1982 року і до виходу на заслужений відпочинок у листопаді 1989 року працював електрозварником та помічником турбініста на Шрамківському машинобудівному заводі «Більшовик». Після виходу на пенсію серйозно зайнявся краєзнавством та літературною діяльністю. 
1 липня 2012 року В. П. Щерба помер.

## Творчість
Володимир Павлович  захопився краєзнавчою та літературною роботою ще під час роботи у редакції газети "Прапор Жовтня". Досліджував гідронім річки Чумгак та одноіменного села та його околиць. Ним було написано і частково видано ряд поезій та біля десятка віршованих драм. Драма «Розстріляні струни» була надрукована у журналі «Українська культура» і зробила автора лауреатом цього часопису за 1995 рік. В 1996 році виходить друком історико — географічний нарис про рідний край «Над Чумгак  — рікою» . 
У 2004 році виходить збірка поезій В. П. Щерби «Укрівських  рун таїна». У 2007 році вийшло історико — географічне дослідження  краєзнавця про Драбівщину — «З туману віків і днів учорашніх».
У селі Шрамківка на будинку, де він жив, встановлена меморіальна дошка з написом «В цьому будинку проживав відомий краєзнавець, поет, член Спілки журналістів України Щерба Володимир Павлович 10.07.1934 року — 01.07. 2012 року.»
У 2016 році тврча група «Скарби рідного краю» с. Шрамківка підготувала до друку книгу поезій «Оголене коріння»,  [Архівовано 13 квітня 2022 у Wayback Machine.], на основі матеріалів, знайдених у архіві поета.
У 2019 році  вийшла збірка  «Три літа» [Архівовано 4 листопада 2021 у Wayback Machine.], яка вмістила щоденники В. П. Щерби, поезії та драми, раніше не опубліковані.
Творча група с. Шрамківка «Скарби рідного краю» за створення літературно — краєзнавчої кімнати — музею імені Володимира Щерби отримала районну краєзнавчу премію імені Івана Городинця  [Архівовано 4 листопада 2021 у Wayback Machine.] . Премія була присуджена в номінації «Популяризація історико — культурної спадщини, розвиток музейної справи».
20 вересня 2019 року  у приміщенні  Шрамківської сільської бібліотеки  була відкрита літературно — краєзнавча кімната — музей  Володимира Павловича Щерби [Архівовано 4 листопада 2021 у Wayback Machine.].  
За матеріалами архіву Володимира Щерби у рамках Проекту Управління культури та охорони культурної спадщини Черкаської ОДА на видання книг місцевих авторів  у 2023 році вийшла друком збірка дитячих поезій Щерби "Стежина в дитинство". Підготувала до друку цю збірку, як і попередні збірки : «Оголене коріння» та « Три літа» ,   творча група с. Шрамківка «Скарби рідного краю» (керівник Куля Т.М.).    Ілюстрації до книги підгоували учні Шрамківської ДШМ, відділу образотворчого мистецтва під керівництвом Павлик М.К. та учасники студії образотворчого мистецтва "Кольористика" м. Київ під керівництвом Зорини Осипчук. Презентація книги пройшла 10 липня 2024 р. у Шрамківській публічній бібліотеці під час літературного бенефісу "Мої вірші - мої памфлети, мій крик душі і серця біль", присвяченого 90-річчю В. П. Щерби. На заході були присутні члени НСПУ Черкащини: Володимир Поліщук (голова спілки письменників Черкащини), письменниця та літературознавець - Ольга Месевря (літературний редактор збірки "Стежина в дитинство"), поети - Валерій Власюк, Катерина Вербівська, Ганна Клименко-Синьоок, Людмила Джулай. 
Завдяки своїй професійній діяльності В. П. Щерба знайомився з життям і творчістю, зі спогадами, був співбесідником різних відомих і цікавих людей краю, очевидців подій 20 сторіччя, становлення молодої Української Республіки в умовах хаосу і беззаконня тої епохи. Серед них можемо згадати наприклад таку знакову людину як простого робітника, козака, трудового і бойового  нащадка старого козацького роду Довгих, приписних козаків села Капустинці Пирятинського повіту (до якого входила і Шрамківка) діда Антона зі Шрамківки, старожила села Шрамківка Антона Андрійовича Довгого (1903—2004), в молодості військового і суспільного (партійного, а згодом і безпартійного) діяча краю, згодом звичайного вчителя фізкультури і допризової військової підготовки, про життєвий шлях і спілкування з яким 9 липня 2003 року у газеті «Драбівщина» вийшла стаття Володимира Павловича «Стежина довжиною в сто років», де він згадує, що їхнє знайомство триває понад 60 років (тобто з 1930х-1940х рр.). Певний вплив на краєзнавця  могло мати і знайомство з близьким родичем діда Антона, відомим українським журналістом Феодосієм Кузьмовичем Чаленком. Спілкувався, брав матеріали і фотографії у місцевого військового і суспільного діяча, революціонера і більшовика Григорія Демидовича Васенка, колишнього голови Драбівського райвиконкому та багатьох багатьох інших людей, вчителів, дослідників, військових і суспільних діячів, керівників, простих колгоспників і робітників різноманітних підприємств і служб різних рівнів суспільного механізму. Також під час своє життя і творчої роботи, судячи за все, опрацював багато письмових джерел, наприклад в своїх краєзнавчих дослідженнях також посилався на книгу уродженця села Капустинці, революціонера, організатора Вільного козацтва і структур радвлади на Київщині у 1920х, свідка голодомору і репресій 1930х, в'язня ГУЛАГу у 1940х, науковця Івана Козуба «Доба і доля», якого якщо і не знав особисто, то про непростий життєвий шлях якого і його покоління напевно чув точно. Володимир Павлович Щерба багато часу і зусиль приклав, щоб вивчити матеріали, дослідити місця, пов'язані з перебуванням на Драбівщині Тараса Григоровича Шевченка, Павла Полуботка, Леонтія Свічки, Євгена Чикаленка та інших.  Взявши за основу вивчені матеріали та публікації, подав історичну гіпотезу про те, Павло Полуботок, наказний гетьман  України,  народився на хуторі Старополуботівському Яготинської сотні Переяславського полку (нині село Шрамківка, Полуботівка). Частина зібраних матеріалів публікувалася на сторінках газет «Прапор Жовтня», « Драбівщина», «Джерело», а більшість неопублікована. Його краєзнавчий матеріал був надрукований  у журналі «Ватра»,  2003 року , № 2-3, м. Краків (Польща, видання української діаспори). 
З його праць можемо судити, що він любив свій народ і край, його непросту історію, намагався поєднати і поєднував в одне ціле різні епохи в історії краю, сприймав історію краю, України і її народу як неперервний історичний процес від найдавніших часів до наших днів. В його краєзнавчих дослідженнях ми зустрічаємо поряд слов'ян і тюрків, русинів і степовиків, поляків і козаків-українців, дворян і селян, поміщиків і кріпаків, націоналістів і комуністів, прихильників радвлади і її противників тощо.

## Родина
Дочка — Оксана Володимирівна
Син — Олег Володимирович
Дружина — Емма Семенівна